# Bugga loss
Bugga loss é um álbum de estúdio da banda de dance Tonix de 1988.

## Lista de faixas
1. Bugga loss (Åke Hallgren)
2. Flyg fri (Ingrid Jönsson-Tomas Pettersson-Karl-Johan Jonsson-Roger Lennartsson)
3. (Hon är) Min stora kärlek (Martin Klaman)
4. Sommaren med dig (Rune Sundby)
5. Putti putti (Instrumental) (Jay Epae)
6. Ta´ vara på den du har kär (Sören Eklund-Hans Siden)
7. En bukett röda rosor (Bouquet of roses) (Steve Nelson-Bob Hillyard-Sven-Olof Sandberg)
8. Säg. får jag lov min vän (Do you wanna dance?) (Bobby Freeman-Keith Almgren)
9. Du finns här i mina tankar (Jan-Erik Karlzon)
10. Blue (Instrumental) (Peter De Wijn)
11. Du får inte tro (Jan-Erik Karlzon-Owe Midner)
12. När vi går en liten stund här på jorden (Martin Klaman-Keith Almgren)
13. Leva på kärlek (Torgny Söderberg)
14. Vet att jag blev född att älska dig (Nothing's gonna change my love for you) (Michael Masser-Gerry Goffin-Ingela Forsman)
15. En enda nat med dig (Lasse Holm)